# Rurka Pitota

a) rurka Pitota
b) sonda mierząca ciśnienie statyczne
c) sonda Prandtla

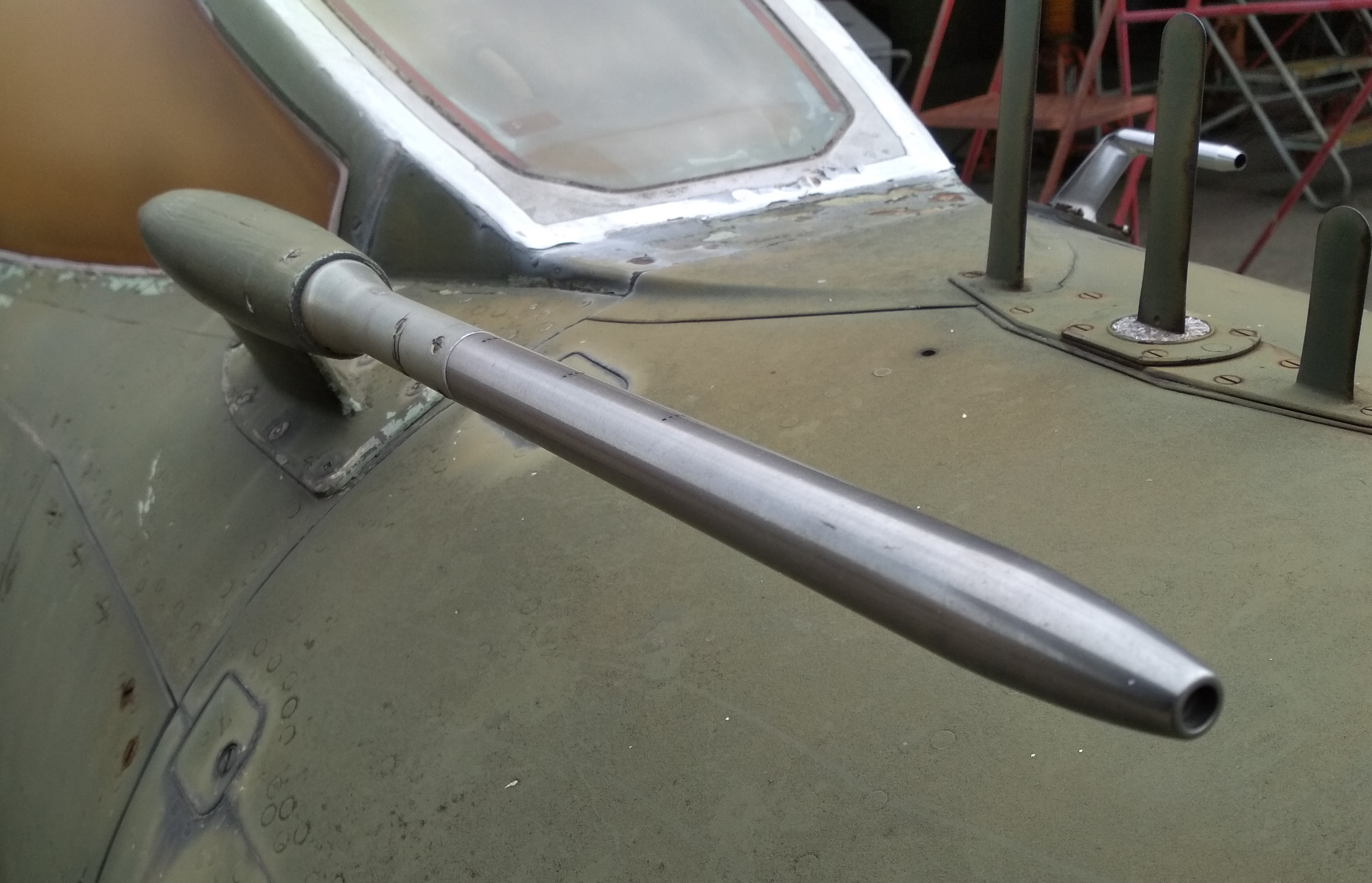
Rurka Prandtla samolotu Mig-23.

Rurka Pitota – przyrząd do pomiaru ciśnienia całkowitego przy przepływie płynów stosowany również do wyznaczania prędkości przepływu.

## Historia
Sonda została skonstruowana i po raz pierwszy zaprezentowana 12 listopada 1732 roku przez francuskiego inżyniera Henriego Pitota. Pierwotnie używana była do pomiaru prędkości wody na różnych głębokościach Sekwany. Wynalazek szybko się przyjął i wykorzystywany był z powodzeniem także i w innych rzekach.

W roku 1858 wynalazek został zmodyfikowany do obecnie używanej formy przez francuskiego naukowca Henry’ego Darcy’ego.

## Zastosowanie
W zastosowaniu do pomiaru prędkości nurtu rzeki jest to rurka szklana zgięta pod kątem 90° i zwrócona wlotem pod prąd. Drugie ramię rurki jest pionowe; ustala się w nim słup wody o wysokości H względem nieodkształconego zwierciadła wody.
W polskim nazewnictwie rurka Pitota posiada tylko wlot powietrza na ciśnienie całkowite, a ciśnienie statyczne mierzy się oddzielnie, np. na bocznej ścianie rury, natomiast rurka Prandtla posiada oba otwory na swojej powierzchni. W angielskiej literaturze nie istnieje to rozróżnienie, a stosuje się głównie nazwę rurka Pitota.